# Ein Schnupfen hätte auch gereicht
Ein Schnupfen hätte auch gereicht ist eine deutsche Tragikomödie, die am 14. April 2017 auf RTL Television erstausgestrahlt wurde. Der auf der gleichnamigen Autobiografie basierende Fernsehfilm erzählt die Geschichte der durch einen Schlaganfall halbseitig gelähmten deutschen Fernsehdarstellerin und Komikerin Gaby Köster. Diese wird von der Schauspielerin Anna Schudt verkörpert.

## Handlung
Köster genießt es, gemeinsam mit Prominenten wie Günther Jauch, Mario Barth, Rudi Carrell, Mike Krüger oder Ingolf Lück auf der Bühne zu stehen, und spielt ihre Rolle mit Eifer. Dann erleidet sie jedoch einen Schlaganfall. Sie wird im Krankenhaus unter dem Decknamen „Frau Peters“ geführt, um sie von Paparazzi abzuschirmen. Ebenso wird ihr weiterer Weg zur Genesung geschildert, der zum Ziel hat, sie zurück ins Rampenlicht zu bringen. Die weitere Handlung beschreibt ihren mühevollen Weg zurück ins Bühnenleben, auf dem sie viele Höhen und Tiefen erlebt.

## Kritiken
Tilmann P. Gangloff schrieb: „Die Verfilmung hält sich weitgehend an die Vorlage und hat doch eine echte Überraschung zu bieten: Die Badenerin Anna Schudt hat sich die Rolle der rheinischen Komikerin einschließlich des unverkennbaren Sprachduktus’ mit Haut und Haar angeeignet und ist trotzdem weit mehr als bloß eine Kopie. Ein Film, der auch Mut machen soll und nach dem man nicht einfach zur Tagesordnung übergeht.“
Stern.de urteilt: „Der Hauptdarstellerin ist es zu verdanken, dass der Film kein Reinfall wurde“.
Focus konstatiert: „Ob sich Schlaganfall-Patienten und deren Familien in Ein Schnupfen hätte auch gereicht wiederfinden, kann bezweifelt werden. Weniger laute Töne hätten auch gereicht.“

## Auszeichnungen

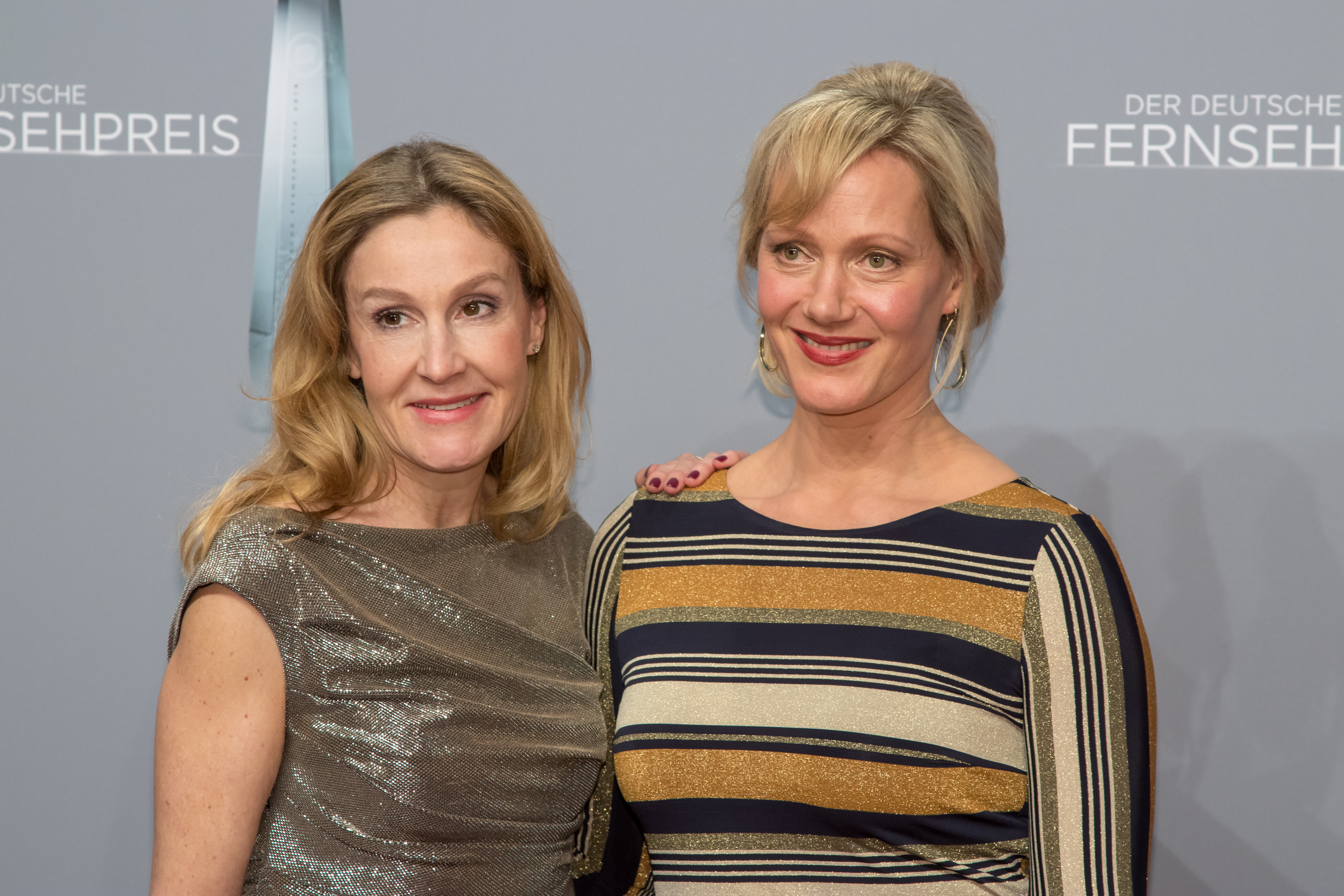
Christine Hartmann und Anna Schudt bei der Verleihung des Deutschen Fernsehpreises 2018

Anna Schudt erhielt für ihre Rolle in Ein Schnupfen hätte auch gereicht eine Nominierung als beste Schauspielerin beim Deutschen Fernsehpreis 2018. Sie gewann den International Emmy Award 2018 als beste Schauspielerin.